# Das Haus auf dem Hügel
Das Haus auf dem Hügel ist ein Kriminalfilm aus dem Jahr 1964. Er sollte der Beginn einer Serie um die Figur des Kriminalkommissars Allan Wilton sein, letztlich wurde jedoch nur der erste Film realisiert. Allan Wilton war Held mehrerer Romanheft-Serien und Bücher, die seit 1947 mit großem Erfolg in Österreich erschienen sind und bis heute aufgelegt werden.

## Produktion
Die deutsch-österreichische Produktionsfirma Hoela (Hössig & Lach oHG Wien/München/Göttingen) erwarb 1963 die Rechte, diese Romane zu verfilmen. Sie sollten zusammen mit Disci-France als Koproduktionen realisiert werden und gleichzeitig in deutscher, französischer, englischer, italienischer und spanischer Sprache erscheinen. Am 21. August 1963 wurden die beiden ersten Produktionen angekündigt: Das Haus auf dem Hügel sollte unter der Regie von Helmuth Ashley gedreht werden, mit Helmut Schmid als Allan Wilton sowie Ann Smyrner, Ingrid van Bergen, Charles Regnier und Paul Esser. Der Film sollte bereits im Januar 1964 erscheinen. Für Mai desselben Jahres war die Fortsetzung Das Rätsel der schwarzen Locken angekündigt, ebenfalls in der Regie von Helmuth Ashley. 
Die Realisierung des Films Das Haus auf dem Hügel stieß jedoch auf Schwierigkeiten. Die Koproduktion mit Frankreich kam zwar zustande, die geplante Besetzung konnte hingegen nicht zusammengebracht werden. Die Hauptrolle übernahm schließlich Ron Randell, ein gebürtiger Australier, der in Hollywood Karriere gemacht hatte. Zum deutschsprachigen Film kam er durch seine Frau Laya Raki, die in einigen B-Krimis der Zeit wie Die Nylonschlinge mitspielte und in Das Haus auf dem Hügel ebenfalls eine Rolle bekam. Für die Regie zeichnete Werner Klingler verantwortlich, der schon Das Testament des Dr. Mabuse (1962) neu inszeniert hatte. Die Uraufführung des Films fand am 2. Oktober 1964 statt. Die am Schluss des Films angekündigte Fortsetzung wurde nie produziert.

## Handlung
Wie viele Romane der Serie Der Kriminalroman der Woche – Allan Wiltons Kriminalberichte spielt auch Das Haus auf dem Hügel in Marseille. Eine Bande von Juwelen- und Bankräubern macht die Stadt unsicher. Schlüsselfigur scheint der Kunst- und Antiquitätenhändler Roger Marton (Pinkas Braun) zu sein. Trotz einiger falscher Fährten, die sie in Marseilles Halbwelt führt, setzen sich Allan Wilton und die Polizei von Marseille auf seine Spur, können jedoch vorerst nichts beweisen. Da er sich aber in seiner Gier von den Juwelen nicht trennen kann, überführt sich Marton schließlich selbst.

## Hintergrund
Die meisten Heftromane der Serie Allan Wiltons Kriminalberichte wurden unter dem Pseudonym Jules Charpentier verfasst, so auch Das Haus auf dem Hügel. Auf dem Titelblatt der Ausgaben wird suggeriert, dass die Romane aus dem Tagebuch des Kriminalkommissars Allan Wilton entstanden seien. Hinter dem Sammelpseudonym Charpentier stehen aber verschiedene Autorinnen und Autoren von Trivialliteratur. Bei der Autorin von Das Haus auf dem Hügel dürfte es sich um Gisi Gruber handeln, die zuvor Bücher wie Ein allzu schwarzes Schäflein (1941) oder Vier Stunden brauch ich dich (1948) veröffentlichte und später für verschiedene Verlage, darunter den Hiro-Verlag, in dem die Allan-Wilton-Krimis erschienen sind, Bücher wie Margit Libenyi geschrieben hat. 1954 wurde ihr Roman Die sieben Kleider der Katrin unter der Regie von Hans Deppe verfilmt.
Das Haus auf dem Hügel war einer der ersten Filme, der einen Serienhelden der deutschsprachigen Groschenkrimis in den 1960er Jahren auf die Leinwand brachte. Es folgten Jerry Cotton (Schüsse aus dem Geigenkasten, 1965) und Kommissar X (Kommissar X – Jagd auf Unbekannt, 1965). Trotz dieser Vorreiterrolle war dem Film kein kommerzieller Erfolg beschieden. 
Ron Randell hatte zuvor in amerikanischen Fernseh-Serien wie Perry Mason und Espionage gespielt. Er wurde auf dem Filmplakat, das wenige Aufschlüsse darauf gab, worum es sich bei dem Haus auf dem Hügel handelte, als Headliner präsentiert. Er wurde auf dem Plakat zwei Mal in Farbe dargestellt, während die anderen Schauspieler nur schemenhaft im Hintergrund zu sehen waren. Das Filmplakat enthielt am oberen Rand den Hinweis: Ron Randell als Kommissar Allan Wilton.

## Kritik
„Konventionell, aber relativ spannend gestalteter Kriminalfilm, der sich um atmosphärische Dichte bemüht, gegen die Klischees des Genres jedoch nicht gefeit ist.“